# John Walton
John Walton född 1957 på Irland, död 2004 i Storbritannien var team manager för Jordan, Arrows, Prost och Minardi i formel 1. Efter hans död valde Minardi att köra loppet som kom efter med en bil utan sponsorer med ett hjärta där det stod "John Boy".